# Paula Badosa
Paula Badosa Gibert (ur. 15 listopada 1997 w Nowym Jorku) – hiszpańska tenisistka, mistrzyni juniorskiego French Open 2015 w grze pojedynczej dziewcząt.

## Kariera tenisowa

### Kariera zawodowa
W karierze wygrała siedem turniejów singlowych rangi ITF. 25 kwietnia 2022 zajmowała najwyższe miejsce w rankingu singlowym WTA Tour – 2. pozycję, natomiast 25 kwietnia 2022 osiągnęła najwyższą lokatę w deblu – 124. miejsce.
W zawodach cyklu WTA Tour Hiszpanka wygrała trzy turnieje w grze pojedynczej. W maju 2021 roku w Belgradzie pokonała w finale Anę Konjuh po kreczu przy stanie 6:2, 2:0, natomiast w październiku tego samego roku zwyciężyła w Indian Wells, pokonując w finale Wiktoryję Azarankę w trzech setach po meczu trwającym ponad trzy godziny. Kolejne turniejowe zwycięstwo zanotowała w 2022 roku w Sydney, gdzie w meczu mistrzowskim pokonała Barborę Krejčíkovą 6:3, 4:6, 7:6(4).

### Lata 2015–2020
Startując z dziką kartą doszła do trzeciej rundy turnieju Premier Mandatory w Miami. Po wygraniu juniorskiego French Open w 2015 roku kolejne lata kariery spędziła w cyklu ITF, w którym odniosła siedem turniejowych zwycięstw.
W sezonie 2020 roku jej najlepszymi wynikami były czwarta runda we French Open i półfinał w Stambule.

### Sezon 2021
Sezon rozpoczęła na 70. miejscu listy rankingowej WTA. W Australian Open odpadła w pierwszej rundzie; przygotowania do turnieju zostały zakłócone z powodu pozytywnego testu na COVID-19. W marcu osiągnęła półfinał turnieju halowego w Lyonie, gdzie przegrała z późniejszą triumfatorką Clarą Tauson. W kwietniu kontynuowała passę udanych wyników dochodząc do półfinału turnieju w Charleston po drodze pokonując liderkę rankingu Ashleigh Barty. W maju osiągnęła półfinał turnieju WTA 1000 w Madrycie, gdzie Barty okazała się lepsza. W tym samym miesiącu wygrała swój pierwszy turniej rangi WTA, Serbia Ladies Open w Belgradzie.
Podczas French Open dotarła do ćwierćfinału, gdzie przegrała z Tamarą Zidanšek w trzech setach. Mimo że jest uważana za specjalistkę od gry na wolniejszych nawierzchniach w Wimbledonie dotarła do czwartej rundy, gdzie lepsza okazała się Karolína Muchová. Na Igrzyskach Olimpjskich w Tokio wycofała się z meczu ćwierćfinałowego z powodu odwodnienia organizmu. Po nieudanym turnieju w Montrealu i problemach z ramieniem w Cincinnati (krecz w ćwierćfinale) zanotowała słabe wyniki w US Open i Ostrawie (porażki w drugiej rundzie). W tym momencie zajmowała 27. miejsce w rankingu WTA.
Po miesięcznej przerwie odniosła swój największy sukces w karierze wygrywając turniej WTA 1000, BNP Paribas Open w Indian Wells, gdzie po trzech godzinach i czterech minutach meczu finałowego pokonała Wiktoryję Azarankę. Dzięki temu wynikowi awansowała na 13. miejsce w rankingu WTA. Wskutek przetasowań w rankingu i spadku punktów z sezonu 2019, w listopadzie awansowała do pierwszej dziesiątki tego zestawienia (jako piąta Hiszpanka w tzw. erze Open). Jednocześnie zapewniła sobie występ w kończącym sezon Turnieju Mistrzyń w Guadalajarze, w którym dotarła do półfinału, gdzie przegrała z Garbiñe Muguruzą w dwóch setach. Sezon zakończyła na ósmym miejscu rankingu światowego.

### Sezon 2022
Sezon rozpoczęła od porażki z Wiktoryją Azaranką w I rundzie turnieju w Adelaide. W kolejnym tygodniu zdobyła swój trzeci tytuł WTA w singlu, wygrywając turniej rangi 500 w Sydney. W finale pokonała Barborę Krejčíkovą w trzech setach. Dzięki temu wynikowi awansowała na najwyższe w karierze, szóste miejsce w rankingu. W wielkoszlemowym Australian Open doszła do czwartej rundy, gdzie przegrała z Madison Keys w dwóch setach.
W lutym zanotowała nieudany start, przegrywając pierwszy mecz w Dubaju, ale awansowała na piąte miejsce w rankingu wskutek odliczenia punktów Igi Świątek za turniej w Adelajdzie z 2021 roku. W związku z kontuzją Karolíny Plíškovej przesunęła się na najwyższe w karierze czwarte miejsce w tygodniu turnieju w Dosze.
Obronę tytułu w Indian Wells zakończyła w półfinale przegrywając w trzech setach z Marią Sakari. Wobec zakończenia kariery przez Ashleigh Barty była jedną z dwóch zawodniczek, które mogły objąć fotel liderki rankingu po turnieju w Miami (w przypadku zwycięstwa w całych zawodach i porażce Igi Świątek w pierwszym meczu). Ostatecznie dotarła do ćwierćfinału gdzie wycofała się z meczu z Jessicą Pegulą w pierwszym secie z powodu problemów żołądkowych. Mimo tego po raz kolejny awansowała na najwyższe w karierze, trzecie, miejsce w rankingu.
Sezon na kortach ziemnych rozpoczęła od ćwierćfinału w Charleston gdzie przegrała z późniejszą triumfatorką Belindą Bencic. Następnie dotarła do półfinału turnieju halowego w Stuttgarcie, gdzie przegrała z Aryną Sabalenką. Dzięki temu wynikowi awansowała na najwyższe w karierze, drugie, miejsce w rankingu. W domowym turnieju w Madrycie odpadła w drugiej rundzie z Simoną Halep.

## Historia występów wielkoszlemowych
Legenda
     W, wygrany turniej
     F, przegrana w finale
     SF, przegrana w półfinale
     QF, przegrana w ćwierćfinale
     xR, przegrana w x rundzie
     Qx, przegrana w x rundzie kwalifikacji
     A, brak startu
     NH, turniej nie odbył się

### Występy w grze pojedynczej
| Australian Open        | A   | A   | A   | A   | A   | A   | 1R | 2R | 1R | 4R | A  | 3R | SF | 0 / 6  | 11 – 6  |  |  |  |  |  |  |  |  |  |  |  |  |
| French Open            | A   | A   | A   | A   | A   | A   | Q1 | 4R | QF | 3R | A  | 3R | 3R | 0 / 5  | 13 – 5  |  |  |  |  |  |  |  |  |  |  |  |  |
| Wimbledon              | A   | A   | A   | A   | A   | Q1  | 1R | NH | 4R | 4R | 2R | 4R | 1R | 0 / 6  | 10 – 6  |  |  |  |  |  |  |  |  |  |  |  |  |
| US Open                | A   | A   | Q2  | A   | A   | Q2  | 1R | 1R | 2R | 2R | A  | QF |    | 0 / 5  | 6 – 5   |  |  |  |  |  |  |  |  |  |  |  |  |
|                        |     |     |     |     |     |     |    |    |    |    |    |    |    |        |         |  |  |  |  |  |  |  |  |  |  |  |  |
| Ranking na koniec roku | 678 | 366 | 220 | 314 | 247 | 143 | 97 | 70 | 8  | 13 | 66 | 12 |    | 0 / 22 | 40 – 22 |  |  |  |  |  |  |  |  |  |  |  |  |

### Występy w grze podwójnej
| Australian Open        | A | A   | A | A    | A | A    | A   | A   | 2R  | A   | A   | A   | A | 0 / 1 | 1 – 1 |  |  |  |  |  |  |  |  |  |  |  |  |
| French Open            | A | A   | A | A    | A | A    | A   | 1R  | 1R  | A   | A   | A   | A | 0 / 2 | 0 – 2 |  |  |  |  |  |  |  |  |  |  |  |  |
| Wimbledon              | A | A   | A | A    | A | A    | A   | NH  | 2R  | A   | A   | A   | A | 0 / 1 | 1 – 1 |  |  |  |  |  |  |  |  |  |  |  |  |
| US Open                | A | A   | A | A    | A | A    | A   | A   | A   | A   | A   | A   |   | 0 / 0 | 0 – 0 |  |  |  |  |  |  |  |  |  |  |  |  |
|                        |   |     |   |      |   |      |     |     |     |     |     |     |   |       |       |  |  |  |  |  |  |  |  |  |  |  |  |
| Ranking na koniec roku | – | 740 | – | 1119 | – | 1156 | 542 | 637 | 195 | 190 | 354 | 179 |   | 0 / 4 | 2 – 4 |  |  |  |  |  |  |  |  |  |  |  |  |

### Występy w grze mieszanej
| Australian Open | A | A | A | A | A | A | A | A  | A | A | A | A  | A | 0 / 0 | 0 – 0 |  |  |  |  |  |  |  |  |  |  |  |  |
| French Open     | A | A | A | A | A | A | A | NH | A | A | A | 1R | A | 0 / 1 | 0 – 0 |  |  |  |  |  |  |  |  |  |  |  |  |
| Wimbledon       | A | A | A | A | A | A | A | NH | A | A | A | A  | A | 0 / 0 | 0 – 0 |  |  |  |  |  |  |  |  |  |  |  |  |
| US Open         | A | A | A | A | A | A | A | NH | A | A | A | 1R |   | 0 / 1 | 0 – 1 |  |  |  |  |  |  |  |  |  |  |  |  |
|                 |   |   |   |   |   |   |   |    |   |   |   |    |   |       |       |  |  |  |  |  |  |  |  |  |  |  |  |
|                 |   |   |   |   |   |   |   |    |   |   |   |    |   | 0 / 2 | 0 – 1 |  |  |  |  |  |  |  |  |  |  |  |  |

## Finały turniejów WTA
| Legenda                   | Legenda |
| ------------------------- | ------- |
| Wielki Szlem              |         |
| Igrzyska olimpijskie      |         |
| WTA Tour Championships    |         |
| od 2021                   |         |
| WTA 1000 (obowiązkowe)    |         |
| WTA 1000 (nieobowiązkowe) |         |
| WTA 500                   |         |
| WTA 250                   |         |
| WTA 125                   |         |

### Gra pojedyncza 4 (4–0)
| Końcowy wynik | Nr | Data                 | Turniej      | Nawierzchnia | Przeciwniczka      | Wynik finału        |
| ------------- | -- | -------------------- | ------------ | ------------ | ------------------ | ------------------- |
| Zwyciężczyni  | 1. | 22 maja 2021         | Belgrad      | Ceglana      | Ana Konjuh         | 6:2, 2:0 krecz      |
| Zwyciężczyni  | 2. | 17 października 2021 | Indian Wells | Twarda       | Wiktoryja Azaranka | 7:6(5), 2:6, 7:6(2) |
| Zwyciężczyni  | 3. | 15 stycznia 2022     | Sydney       | Twarda       | Barbora Krejčíková | 6:3, 4:6, 7:6(4)    |
| Zwyciężczyni  | 4. | 4 sierpnia 2024      | Waszyngton   | Twarda       | Marie Bouzková     | 6:1, 4:6, 6:4       |

## Występy w Turnieju Mistrzyń

### W grze pojedynczej
| Rok  | Rezultat | Przeciwniczka    | Wynik    |
| 2021 | Półfinał | Garbiñe Muguruza | 3:6, 3:6 |

## Finały turniejów ITF
| turnieje z pulą nagród 100 000 $ |
| turnieje z pulą nagród 80 000 $  |
| turnieje z pulą nagród 60 000 $  |
| turnieje z pulą nagród 40 000 $  |
| turnieje z pulą nagród 25 000 $  |
| turnieje z pulą nagród 15 000 $  |
| turnieje z pulą nagród 10 000 $  |

### Gra pojedyncza 15 (7–8)
| Rezultat     |    | Data       | Turniej                   | ($)      | Naw.     | Przeciwniczka         | Wynik             |
| Zwyciężczyni | 1. | 17/11/2013 | San Jorge                 | 10 000   | Twarda   | Lucía Cervera Vázquez | 7:5, 6:0          |
| Finalistka   | 1. | 26/10/2014 | Victoria                  | 25 000   | Twarda   | Diāna Marcinkēviča    | 7:6(2), 3:6, 1:6  |
| Zwyciężczyni | 2. | 05/07/2015 | Denain                    | 25 000   | Ceglana  | Irina Ramialison      | 7:5, 6:0          |
| Finalistka   | 2. | 10/04/2016 | Jackson                   | 25 000   | Ceglana  | Grace Min             | 6:1, 2:6, 4:6     |
| Finalistka   | 3. | 28/05/2017 | Caserta                   | 25 000   | Ceglana  | Claire Liu            | 3:6, 3:6          |
| Zwyciężczyni | 3. | 05/08/2017 | El Espinar                | 25 000   | Twarda   | Ayla Aksu             | 6:2, 6:4          |
| Zwyciężczyni | 4. | 04/02/2018 | Glasgow                   | 25 000   | Twarda   | Maia Lumsden          | 2:6, 6:1, 6:3     |
| Zwyciężczyni | 5. | 27/02/2018 | Les Franqueses del Vallès | 25 000   | Twarda   | Margarita Gasparian   | 6:4, 3:6, 6:2     |
| Zwyciężczyni | 6. | 30/09/2018 | Walencja                  | 60 000+H | Ceglana  | Aliona Bolsova        | 6:1, 4:6, 6:2     |
| Finalistka   | 4. | 27/10/2018 | Oslo                      | 25 000   | Twarda   | Harriet Dart          | 2:6, 0:1 krecz    |
| Finalistka   | 5. | 27/01/2019 | Burnie                    | 60 000   | Twarda   | Belinda Woolcock      | 6:7(3), 6:7(4)    |
| Finalistka   | 6. | 05/05/2019 | Les Franqueses del Vallès | 60 000   | Twarda   | Katy Dunne            | 5:7, 3:6          |
| Finalistka   | 7. | 01/06/2019 | Essen                     | 25 000   | Ceglana  | Tereza Martincová     | 2:6, 6:7(4)       |
| Zwyciężczyni | 7. | 13/10/2019 | Makinohara                | 25 000   | Dywanowa | Nagi Hanatani         | 7:5, 6:1          |
| Finalistka   | 8. | 20/10/2019 | Hamamatsu                 | 25 000   | Dywanowa | Eri Hozumi            | 6:7(1), 5:4 krecz |

## Występy w igrzyskach olimpijskich

### Gra pojedyncza
| Runda                                                                     | Przeciwniczka               | Wynik            |
| ------------------------------------------------------------------------- | --------------------------- | ---------------- |
|                                                                           |                             |                  |
| Letnie Igrzyska Olimpijskie w Tokio 2020, reprezentując państwo Hiszpania |                             |                  |
| I runda                                                                   | Francja Kristina Mladenovic | 6:7(4), 6:3, 6:0 |
| II runda                                                                  | Polska Iga Świątek [6]      | 6:3, 7:6(4)      |
| III runda                                                                 | Argentyna Nadia Podoroska   | 6:2, 6:3         |
| Ćwierćfinał                                                               | Czechy Markéta Vondroušová  | 3:6, krecz       |

### Gra podwójna
| Runda                                                                     | Partnerka           | Przeciwniczki                                       | Wynik             |
| ------------------------------------------------------------------------- | ------------------- | --------------------------------------------------- | ----------------- |
|                                                                           |                     |                                                     |                   |
| Letnie Igrzyska Olimpijskie w Tokio 2020, reprezentując państwo Hiszpania |                     |                                                     |                   |
| I runda                                                                   | Sara Sorribes Tormo | Meksyk: Giuliana Olmos / Renata Zarazúa             | 6:2, 6:7(4), 10–7 |
| II runda                                                                  | Sara Sorribes Tormo | Czechy: Barbora Krejčíková / Kateřina Siniaková [1] | 2:6, 7:5, 5–10    |

### Gra mieszana
| Runda                                                                     | Partner             | Przeciwnicy                         | Wynik                               |
| ------------------------------------------------------------------------- | ------------------- | ----------------------------------- | ----------------------------------- |
|                                                                           |                     |                                     |                                     |
| Letnie Igrzyska Olimpijskie w Tokio 2020, reprezentując państwo Hiszpania |                     |                                     |                                     |
| I runda                                                                   | Pablo Carreño-Busta | wycofali się przed pierwszym meczem | wycofali się przed pierwszym meczem |

## Kariera juniorska
W 2015 roku dotarła do finału wielkoszlemowego French Open w konkurencji gry pojedynczej dziewcząt. Pokonała w nim Annę Kalinską 6:3, 6:3.

### Historia występów w juniorskim Wielkim Szlemie
| Gra pojedyncza  | Gra pojedyncza | Gra pojedyncza |
| --------------- | -------------- | -------------- |
|                 |                |                |
| Turniej         | 2014           | 2015           |
| Australian Open | A              | A              |
| French Open     | QF             | W              |
| Wimbledon       | QF             | A              |
| US Open         | 1R             | A              |

| Gra podwójna    | Gra podwójna | Gra podwójna |
| --------------- | ------------ | ------------ |
|                 |              |              |
| Turniej         | 2014         | 2015         |
| Australian Open | A            | A            |
| French Open     | QF           | A            |
| Wimbledon       | 1R           | A            |
| US Open         | 2R           | A            |

### Finały juniorskich turniejów wielkoszlemowych

#### Gra pojedyncza (1–0)
| Legenda               |
| Australian Open (0–0) |
| French Open (1–0)     |
| Wimbledon (0–0)       |
| US Open (0–0)         |

| Wygrane według nawierzchni |
| Twarda (0–0)               |
| Ceglana (1–0)              |
| Trawiasta (0–0)            |
| Dywanowa (0–0)             |

| Końcowy wynik | Rok  | Turniej     | Nawierzchnia | Przeciwniczka | Wynik finału |
| Zwyciężczyni  | 2015 | French Open | Ceglana      | Anna Kalinska | 6:3, 6:3     |

## Zwycięstwa nad zawodniczkami klasyfikowanymi w danym momencie w TOP 10 rankingu WTA
Stan na 06.08.2025
| Sezon      | 2021 | 2022 | 2023 | 2024 | 2025 | Łącznie |
| Zwycięstwa | 6    | 2    | 3    | 2    | 2    | 14      |

| #    | Zawodnik            | Ranking przeciwnika | Turniej                         | Nawierzchnia   | Runda | Wynik            |
| ---- | ------------------- | ------------------- | ------------------------------- | -------------- | ----- | ---------------- |
| 2021 |                     |                     |                                 |                |       |                  |
| 1.   | Ashleigh Barty      | Nr 1                | Charleston, Stany Zjednoczone   | Ceglana        | QF    | 6:4, 6:3         |
| 2.   | Iga Świątek         | Nr 8                | Igrzyska olimpijskie, Japonia   | Twarda         | 2R    | 6:3, 7:6(4)      |
| 3.   | Aryna Sabalenka     | Nr 3                | Cincinnati, Stany Zjednoczone   | Twarda         | 2R    | 5:7, 6:2, 7:6(4) |
| 4.   | Barbora Krejčíková  | Nr 5                | Indian Wells, Stany Zjednoczone | Twarda         | 4R    | 6:1, 7:5         |
| 5.   | Aryna Sabalenka     | Nr 2                | WTA Finals, Meksyk              | Twarda         | RR    | 6:4, 6:0         |
| 6.   | Maria Sakari        | Nr 6                | WTA Finals, Meksyk              | Twarda         | RR    | 7:6(6), 6:4      |
| 2022 |                     |                     |                                 |                |       |                  |
| 7.   | Barbora Krejčíková  | Nr 4                | Sydney, Australia               | Twarda         | F     | 6:3, 4:6, 7:6(4) |
| 8.   | Uns Dżabir          | Nr 10               | Stuttgart, Niemcy               | Ceglana (hala) | QF    | 7:6(9), 1:6, 6:3 |
| 2023 |                     |                     |                                 |                |       |                  |
| 9.   | Darja Kasatkina     | Nr 8                | Stuttgart, Niemcy               | Ceglana (hala) | 1R    | 6:1, 6:1         |
| 10.  | Coco Gauff          | Nr 6                | Madryt, Hiszpania               | Ceglana        | 3R    | 6:3, 6:0         |
| 11.  | Uns Dżabir          | Nr 7                | Rzym, Włochy                    | Ceglana        | 2R    | 6:1, 6:4         |
| 2024 |                     |                     |                                 |                |       |                  |
| 12.  | Jessica Pegula      | Nr 3                | Pekin, Chiny                    | Twarda         | 4R    | 6:4, 6:0         |
| 13.  | Beatriz Haddad Maia | Nr 10               | Ningbo, Chiny                   | Twarda         | QF    | 6:3, 6:2         |
| 2025 |                     |                     |                                 |                |       |                  |
| 14.  | Coco Gauff          | Nr 3                | Australian Open, Australia      | Twarda         | QF    | 7:5, 6:4         |
| 15.  | Emma Navarro        | Nr 9                | Berlin, Niemcy                  | Trawiasta      | 2R    | 7:6(2), 6:3      |